# Basque pelota na Letnich Igrzyskach Olimpijskich 1900
Zawody w basque pelocie po raz pierwszy i ostatni podczas igrzysk olimpijskich rozegrane zostały 14 czerwca 1900 roku w Neuilly-sur-Seine. Brały w nich udział jedynie dwie drużyny: Francja i Hiszpania. Wyniki rozgrywek są nieznane. Wiadomo natomiast, iż złoty medal zdobyła Hiszpania, a srebrny - Francja.
Basque pelota była również trzykrotnie dyscypliną pokazową: w 1924, 1968 i 1992 roku.

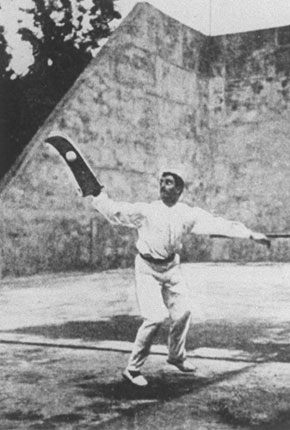
Nieznany uczestnik, podczas zawodów

## Medaliści
| Konkurencja       | Złoto                                           | Srebro                                   | Brąz                          |
| ----------------- | ----------------------------------------------- | ---------------------------------------- | ----------------------------- |
| Zespół dwuosobowy | Hiszpania · José de Amézola · Francisco Villota | Francja · Maurice Durquetty · Etchegaray | startowały tylko dwie drużyny |

## Tabela medalowa
| Lp.   | Państwo         | Złoto | Srebro | Brąz | Razem | Źródło |
| ----- | --------------- | ----- | ------ | ---- | ----- | ------ |
| 1     | Hiszpania (ESP) | 1     | 0      | 0    | 1     | [ 1 ]  |
| 2     | Francja (FRA)   | 0     | 1      | 0    | 1     | [ 1 ]  |
| Razem | Razem           | 1     | 1      | 0    | 2     |        |